# باد كنتري
باد كنتري رواية أمريكية تتصف بالغموض كتبت بواسطة ماكينزي.

## القصة
روديو جراس جارنيت مطارد الهاربين من العدالة مقابل مكافأة مالية في أريزونا ومحقق خاص وُكلَ بواسطة مرأة هندية مسنة من اجل المساعدة للكشف عن هوية قاتل حفيدها.

## الاستقبال
كانت صحيفة النيويورك تايمز تصف باد كنتري أنها مروية باناقة. تلقت مراجعة مميزة من مراجعات كيركوس. وتمت مراجعتها أيضا بواسطة مجلة المكتبة. فازت بجائزة هليرمان. غرد ستيفن كينغ بأنه أحب أن المؤلف عبر بأبداع واناقة."